# Riders to the Sea
Riders to the Sea (en español, Los jinetes al mar) es una ópera en un acto con música de Ralph Vaughan Williams y libreto del compositor adaptado de la pieza epónima de John Millington Synge.

## Historia
El compositor finalizó la partitura en 1927. Vaughan Williams reprodujo el texto de Synge esencialmente intacto, con sólo un pequeño número de cambios. Aunque la partitura vocal se imprimió en 1936, la partitura orquestal completa no se publicó hasta 1973.
El estreno se celebró el 30 de noviembre de 1937 en el Royal College of Music bajo la dirección de Malcolm Sargent. La ópera permaneció en gran parte en manos de estudiantes y aficionados hasta que entró en el repertorio de Sadler's Wells en 1953.

## Personajes
| Personaje | Tesitura     | Reparto del estreno, 1 de diciembre de 1937 (Director: – ) |
| --------- | ------------ | ---------------------------------------------------------- |
| Bartley   | barítono     | Alan Coed                                                  |
| Catleen   | soprano      | Janet Smith-Miller                                         |
| Maurya    | contralto    | Olive Hall                                                 |
| Nora      | soprano      | Marjorie Steventon                                         |
| Una mujer | mezzosoprano | Grace Wilkinson                                            |

## Argumento
Antes de que empiece la ópera: Maurya, una anciana irlandesa, ha perdido en el mar a su marido, a su suegro y a cuatro de sus seis hijos.
Las hijas de Maurya, Nora y Cathleen, reciben la noticia de que un cuerpo que podría ser el de su hermano Michael, el quinto hijo de Maurya, ha aparecido en la costa de Donegal, muy al norte. El sexto y último hijo, Bartley, planea ir a la feria de Galway a vender caballos. Maurya teme los vientos marinos y suplica a Bartley que se quede, pero éste insiste en ir y montará "en la yegua roja con el poni gris detrás".
Maurya predice que al anochecer no tendrá hijos vivos, y sus hijas la regañan por haber enviado a Bartley con malas palabras. Maurya va tras Bartley para bendecir su viaje. Nora y Cathleen reciben ropa del cadáver ahogado que confirma que se trata de Michael. Maurya regresa a casa, afirma haber visto el fantasma de Michael cabalgando detrás de Bartley y comienza a lamentar la pérdida de los hombres de su familia en el mar. Nora ve entonces a unos aldeanos llevando una carga, que resulta ser el cadáver de Bartley, que se ha caído del caballo al mar y se ha ahogado. Maurya se lamenta: "Ya se han ido todos, y el mar no puede hacerme nada más".

## Recepción de la obra
El compositor Edmund Rubbra caracterizó esta obra menos como una ópera que como un "drama hablado elevado a la enésima potencia emocional y de expresividad". Hugh Ottaway y Michael Kennedy han comentado las conexiones musicales entre la ópera y la posterior Sinfonía n.º 6 de Vaughan Williams. Caireann Shannon ha señalado que el compositor evitó de manera deliberada el uso de canciones populares en la música, y en su lugar se basó en los ritmos inherentes al texto de Synge para la composición.
Esta ópera se podría decir que constituye el germen de la pintura que hace de la Antártida en su Sinfonia n.º 7 Antartica, que es otro ejemplo de la lucha del hombre contra la naturaleza. Las voces lastimeras de las mujeres que lloran a un hombre ahogado anticipan las voces mudas de los vientos antárticos.
Se trata de una ópera que se representa muy poco. En las estadísticas de Operabase aparece con solamente 10 representaciones en el período 2005-2010, siendo la primera y más representada de las óperas de Vaughan Williams.

## Discografía selecta
- Norma Burrowes, Margaret Price, Helen Watts, Benjamin Luxon, Pauline Stevens; Coro Ambrosiano; Orquesta Nova; Meredith Davies, dir. (EMI Classics CDM7647302; reedición en CD de la primera grabación).
- Linda Finnie, Ingrid Attrot, Lynne Dawson, Karl Morgan Daymond, Pamela Helen Stephen; Sinfonia Chorus; Northern Sinfonia; Richard Hickox, dir. (Chandos CHAN 9392).
- Sarah Walker, Yvonne Brennan, Kathleen Tynan, Hugh Mackey, [Mary Sheridan de Bruin, Martin Murphy; Radio Telefís Éireann Chamber Choir & Concert Orchestra; Bryden Thomson, dir. (Kultur D4390; DVD reedición de la grabación en VHS Kultur D20475 de 1988).